# Емили Уотсън
Емили Маргарет Уотсън OBE (на английски: Emily Margaret Watson) е английска актриса. 

## Биография
Родена е на 14 януари 1967 година в Лондон. Баща ѝ Ричард Уотсън е архитект, а майка ѝ Катрин е учителка по английски в училището за момичета „Сейнт Дейвид“, Западен Лондон.  Тя е възпитавана като англиканка.
Уотсън е почти неизвестна, докато режисьорът Ларс фон Триер не я избира да играе в „Разбиване на вълните“ (1996), след като Хелена Бонъм Картър отказва. Изпълнението на Уотсън като Бес Макнийл ѝ спечелва наградите на критиците в Лос Анджелис, Лондон и Ню Йорк, наградата на Националното общество на филмовите критици на САЩ за най-добра актриса и номинация за Оскар.
Носителка е на Европейска филмова награда и награда Бодил и е номинирана за два Оскара и четири Златни глобуса.
Емили Уотсън е офицер на Британската империя от 2015 г. заради приноса ѝ към драматургията.

## Избрана филмография
| година | филм                              | оригинално заглавие                 | роля                     | режисьор           |
| ------ | --------------------------------- | ----------------------------------- | ------------------------ | ------------------ |
| 1996   | Порейки вълните                   | Breaking the Waves                  | Бес Макнийл              | Ларс фон Триер     |
| 1997   | Боксьорът                         | The Boxer                           | Маги                     | Джим Шеридан       |
| 1998   | Хилъри и Джаки                    | Hilary and Jackie                   | Джаки                    | Ананд Тъкър        |
| 1999   | Когато буря връхлети              | Cradle Will Rock                    | Олив Стантън             | Тим Робинс         |
| 1999   | Прахът на Анджела                 | Angela's Ashes                      | Анджела Маккорт          | Алън Паркър        |
| 2000   | Трикси                            | Trixie                              | Трикси Зърбо             | Алън Рудолф        |
| 2001   | Госфорд парк                      | Gosford Park                        | Елси                     | Робърт Олтмън      |
| 2002   | Гроги от любов                    | Punch-Drunk Love                    | Лена Леонард             | Пол Томас Андерсън |
| 2002   | Червеният дракон                  | Red Dragon                          | Реба МакКлейн            | Брет Ратнър        |
| 2002   | Еквилибриум                       | Equilibrium                         | Мери О'Брайън            | Кърт Уимер         |
| 2004   | Животът и смъртта на Питър Селърс | The Life and Death of Peter Sellers | Ан Селърс                | Стивън Хопкинс     |
| 2005   | Лъжи на разделението              | Separate Lies                       | Ан Манинг                | Джулиан Фелоус     |
| 2005   | Безмислици                        | Wah-Wah                             | Руби Комптън             | Ричард Е. Грант    |
| 2005   | Булката труп                      | Corpse Bride                        | Виктория Еверглот (глас) | Тим Бъртън         |
| 2005   | Предложението                     | The Proposition                     | Марта Стенли             | Джон Хилкът        |
| 2006   | Госпожица Потър                   | Miss Potter                         | Амелия (Мили) Уорн       | Крис Нунан         |
| 2007   | Легенда за езерото                | The Water Horse                     | Ан Макмороу              | Джей Ръсел         |
| 2008   | Светулки в градината              | Fireflies in the Garden             | Възрастната Джейн Лорънс | Денис Лий          |
| 2011   | Боен кон                          | War Horse                           | Роуз Наракот             | Стивън Спилбърг    |
| 2012   | Ана Каренина                      | Anna Karenina                       | Графиня Лидия            | Джо Райт           |
| 2013   | Крадецът на книги                 | The Book Thief                      | Роза Хуберман            | Брайън Пърсивал    |
| 2014   | Теорията на всичко                | The Theory of Everything            | Берил Уайлд              | Джеймс Марш        |
| 2015   | Еверест                           | Everest                             | Хелън Уилтън             | Балтазар Кормакур  |
| 2019   | Чернобил                          | Chernobyl                           | Улана Хомюк              | Йохан Ренк         |
| 2024   | Дюн: Пророчеството                | Dune: Prophecy                      | Валя Харконен            | Различни           |